# Stockholms idrottsförbund
Stockholms idrottsförbund är ett idrottsförbund verksamt i Stockholm.
Stockholms idrottsförbund stiftades den 21 juni 1898 på initiativ av Allmänna idrottsklubbens ordförande, Sigfrid Stenberg. Vid stiftandet ingick Allmänna idrottsklubben, Hammarby idrottsförening, Idrottsföreningen Kronan, Idrottsföreningen Sleipner, Idrottsklubben Svea, Stockholms sportklubb och Östermalms idrottsklubb som medlemmar i förbundet, som då endast omfattade Stockholm med närmaste förstäder. Då Riksidrottsförbundet 1906 införde distriktsindelning för hela landet, upptogs förbundet som distriktsidrottsförbund men utökades, så att det omfattade även delar av Södertörn och hela Uppland, utom vissa trakter vid Dalälven, vilka hänfördes till Gästriklands idrottsförbund. År 1911 bildades Upplands idrottsförbund, och sedan dess omfattar Stockholms idrottsförbund Storstockholm med angränsande landsbygd och samhällen. År 1925 begärde Nynäshamn på grund av kommunikationsskäl anslutning (tidigare i Södermanlands idrottsförbund). Förbundet administrerade även fotboll till 1906, då en specialkommitté tillsattes, som 1917 ombildades till Stockholms fotbollförbund, och även gymnastik till 1919, då Stockholms gymnastikförbund grundades.